# Pseudoyoungia ladyginii
Pseudoyoungia ladyginii là một loài thực vật có hoa trong họ Cúc. Loài này được (Tzvelev) D. Maity & Maiti mô tả khoa học đầu tiên năm 2010.